# Monomorium elgonense
Monomorium elgonense är en myrart som först beskrevs av Santschi 1935.  Monomorium elgonense ingår i släktet Monomorium och familjen myror. Inga underarter finns listade i Catalogue of Life.